# Garrison (Nebraska)
Garrison is een plaats (village) in de Amerikaanse staat Nebraska, en valt bestuurlijk gezien onder Butler County.

## Demografie
Bij de volkstelling in 2000 werd het aantal inwoners vastgesteld op 67. In 2006 is het aantal inwoners door het United States Census Bureau geschat op 65, een daling van 2 (-3,0%).

## Geografie
Volgens het United States Census Bureau beslaat de plaats een oppervlakte van 0,3 km², geheel bestaande uit land. Garrison ligt op ongeveer 488 m boven zeeniveau.

## Plaatsen in de nabije omgeving
De onderstaande figuur toont nabijgelegen plaatsen in een straal van 16 km rond Garrison.